# You Won't See Me
You Won't See Me è una canzone dei Beatles apparsa sull'album Rubber Soul del 1965.

## Descrizione
L'autore principale del brano è Paul McCartney; ha preso spunto dal suo rapporto con Jane Asher, argomento che aveva già ispirato Things We Said Today, And I Love Her, What You're Doing e Another Girl. Venne scritto a casa dei genitori della Asher, mentre quest'ultima era a Bristol per uno spettacolo teatrale: questo avvenimento stava infastidendo McCartney. La melodia è stata scritta, a detta di Paul, su due note, prese dalle prime due corde della chitarra, si e mi. Il suono era ispirato alle melodie del bassista James Jamerson della Motown.
La registrazione avvenne l'11 novembre 1965 in una sessione di tredici ore per completare Rubber Soul; iniziò alle sei del pomeriggio e finì alle sette di mattina. Nella stessa sessione venne registrata Girl e avvennero delle sovraincisioni su Wait e I'm Looking Through You. Assieme ai Beatles suona anche Mal Evans, accreditato come Mal "Organ" Evans, un La su un organo Hammond nell'ultima strofa. Con la durata di 3:23, fu il brano dei Beatles più lungo fino al quel momento, "superando" Ticket to Ride. Il brano venne registrato in due nastri. Sia il mix mono che stereo avvennero il 15 novembre, sul secondo nastro.

## Formazione
- Paul McCartney: voce, basso elettrico, pianoforte
- John Lennon: cori, chitarra ritmica
- George Harrison: cori, chitarra solista
- Ringo Starr: batteria, charleston
- Mal Evans: organo Hammond[4]